# 东京机场交通
東京機場交通有限公司（東京空港交通株式会社）營運來往成田國際機場及東京國際機場（羽田機場) 的高速巴士服務，亦於成田國際機場及東京國際機場 承辦接駁遠端停機坪至客運大樓的接駁巴士服務，亦有營運租借巴士的業務。主要股東有日本機場客運大樓有限公司（27.42%），京成電鐵 （27.33%）， 成田國際機場 （13.76%）， 東京機場巴士客運大樓有限公司 （11.84%），全日空控股 （10.07%) ，京濱急行電鐵 （7.16%）。而利木津巴士的公司口號亦印於車隊的側面。

## 外部連結
- 東京機場交通（日文） （页面存档备份，存于）